# Farnsfield
Farnsfield är en ort och civil parish i Storbritannien.   Den ligger i grevskapet Nottinghamshire och riksdelen England, i den sydöstra delen av landet, 190 km norr om huvudstaden London. Farnsfield ligger 58 meter över havet och antalet invånare är 2 599.
Terrängen runt Farnsfield är platt. Runt Farnsfield är det ganska tätbefolkat, med 166 invånare per kvadratkilometer. Närmaste större samhälle är Nottingham, 18,3 km söder om Farnsfield. Trakten runt Farnsfield består till största delen av jordbruksmark.